# Russborough House
Russborough House est une demeure seigneuriale située  près de Blessington dans le Comté de Wicklow en Irlande. 

## Histoire
C’est un excellent exemple d’architecture palladienne conçu entre 1741 et 1755 par Richard Cassels pour Joseph Leeson comte de Milltown. L’intérieur de la demeure contraste avec l’extérieur austère grâce à des plâtreries exécutées par les frères Lafranchini, qui avaient déjà collaboré avec Cassels par le passé. 

## Collections d'art

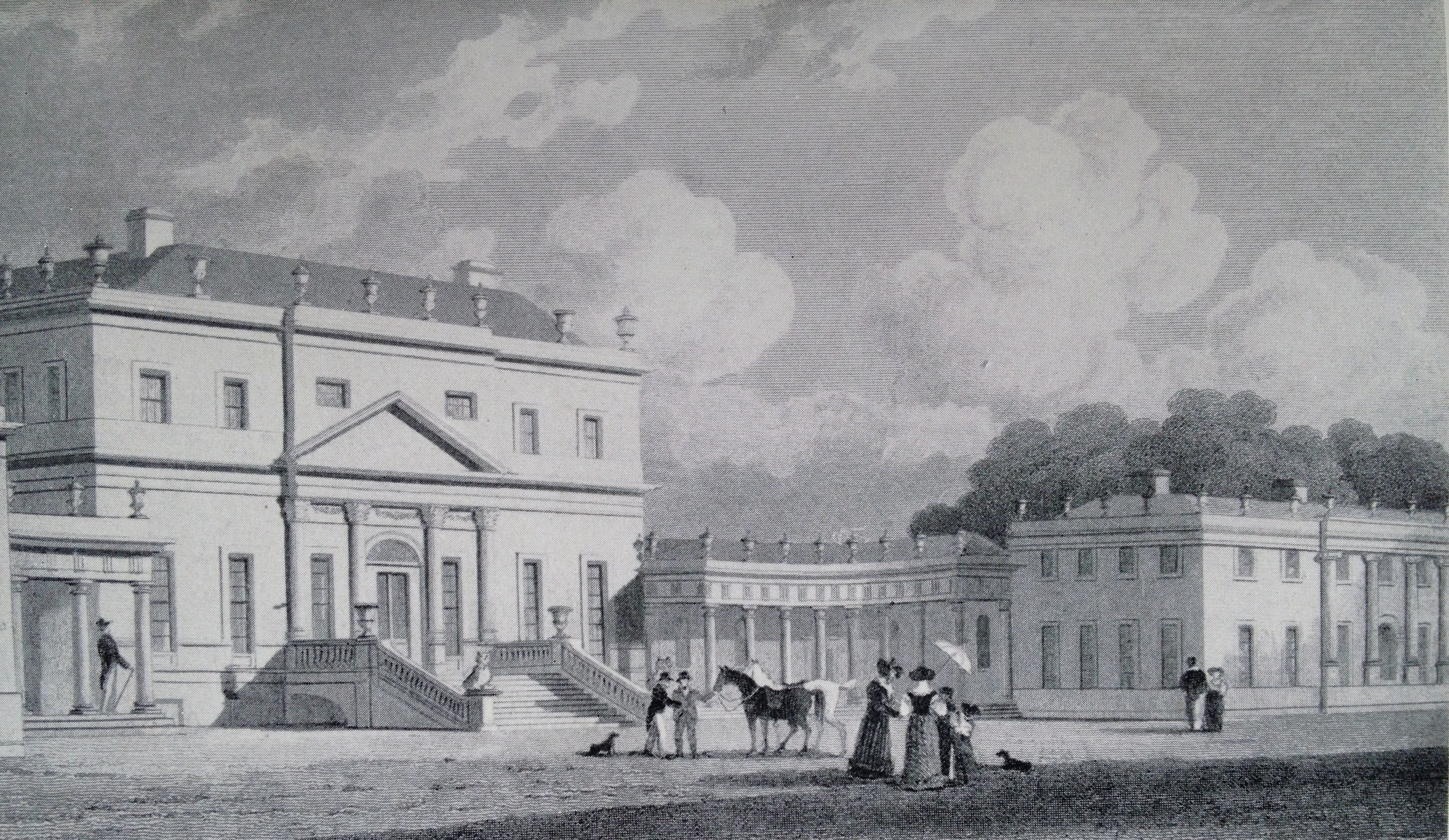
Russborough House, en Irlande.

Russborough House a abrité deux collections d’art plastique. La première collection fut donnée à la National Gallery of Ireland à la suite du décès du dernier comte de Milltown. En 1952, Sir Alfred Beit (le neveu du sud-africain éponyme et fils de Sir Otto Beit) acheta la demeure où il exposa sa propre collection de famille, comprenant des œuvres de grands artistes tels que Goya, Vermeer, Pierre Paul Rubens et Thomas Gainsborough. Cette collection fut à plusieurs reprises l’objet de cambriolages. Beaucoup d’œuvres ont été données à l’État, la demeure est ouverte au public depuis 1978.